# 미아 고스
미아 집시 멜로 다 실바 고스(Mia Gypsy Mello da Silva Goth,1993년 10월 25일 ~ ) (born 25 October 1993)는 잉글랜드의 배우, 모델이자 각본가, 영화 제작자이다. 십대 때 모델 활동을 잠시 하다가 <님포매니악>(2013년)으로 영화 데뷔를 했다. 이후 <서바이벌리스트>(2015년), <하이 라이프>(2018년), <서스페리아>(2018년), <엠마>(2020년)와 같은 영화를 통해 이름을 알렸고 2022년 슬래셔 영화 <X>와 <펄>에서 각각 맥시니와 펄 역으로 배우 경력에 큰 돌파구를 만들었다. <펄>에서는 각본에도 참여하고 총괄 제작도 맡았으며 2024년 속편 <맥시xxx>에서 맥시니 역을 다시 맡을 예정이다. 그녀는 이제 호러의 여왕으로 등극했다.

## 출연 작품
- 님포매니악
- 더 큐어
- 더 서바이벌리스트
- 서스페리아
- 하이 라이프
- 엠마 - 헤리엇 스미스 역
- X
- 펄
- 인피니티 풀
- 맥신
- 프랑켄슈타인